# Vajuniči
Vajuniči  (starořecky Βαϊουνίται, Baiunitai) byl jihoslovanský kmen, který se ke konci 6. století usadil v oblasti Makedonie, původně na území západně od Soluně. Patřil ke skupině slovanských kmenů, které se na počátku 7. století neúspěšně pokusily toto město dobýt, a poté se zřejmě přestěhoval do oblasti severního Epiru mezi Janinou v Řecku a Himarou v Albánii.

## Dějiny
V 6. století obývalo širší oblast kolem byzantského města Soluně mnoho slovanských kmenů. V Zázracích svatého Demetria jsou Vajuniči zmiňováni v letech asi 614–616 jako jeden z nich. Jejich území leželo na západ od Soluně a  tvořilo sklavinii. V těchto letech kolem 614–616 se Vajuniči s dalšími sousedními slovanskými kmeny sjednotili pod vůdcem jménem Chacon a oblehli Soluň. Síly složené z mnoha různých slovanských kmenů zaútočily na město i s obléhacími stroji, s jejichž pomocí se snažili prorazit městské hradby, zatímco jejich malé a ovladatelné monoxyly zaútočily na město z moře. Jejich úsilí selhalo a Chacon byl zabit poté, co vstoupil do města vyjednávat. Po tomto neúspěšném pokusu o dobytí Soluně se mnoho příslušníků poražených slovanských kmenů přesunulo dále od města. Podle některých historiků se Vajuničí přestěhovali z Makedonie na území Epiru a usadili se v regionu severně od Janiny.
Někteří autoři spojují s kmenem oblast Thesprotis, až do 70. let 13. století také známou jako Vagenetia. Byly zde nalezeny dvě osobní pečeti archontů z Vagenetie, pečeť spatharia Theodora datovaná do 7. nebo 8. století a protospatharia Hilariona datovaná do konce 9. a počátku 10. století. Podobná toponyma jako Vijanite nebo Vijantije přežila až do 16. století, kdy byla nahrazena jménem Delvina, které se také stalo oficiálním názvem osmanského Delvinského sandžaku. Území kolem řeky Vjosa (starořecky Αωος, Aóos) v jižní Albánii bylo pravděpodobně také pojmenováno po tomto kmeni.